# Cordon bleu (јело)
Сordon bleu (изговор: кордон блу, дословно: плава трака) је јело од меса умотаног око сира (или са надевом од сира), затим поховано и пржено у тигању или дубоко пржено. Телећи или свињски Сordon bleu се прави од телећег или свињског меса танко излупаног и умотаног око кришке шунке и парчета сира, похованог, а затим прженог или печеног. За пилећи Сordon bleu, пилећа прса се користе уместо телећег меса. Сordon bleu од шунке је шунка пуњена печуркама и сиром.

## Име
Француски израз Сordon bleu се преводи као "плава трака". Према Ларусовој енциклопедији гастрономије, Сordon bleu је „првобитно била широка плава трака коју су носили припадници највишег витешког реда, L’ordre du Saint-Esprit, који је установио Анри III Валоа 1578. године. У ширем смислу, термин се од тада примењује на припрему хране по веома високим стандардима и од стране врхунских кувара. Аналогија је без сумње произашла из сличности између појаса које су носили витезови и трака (углавном плаве) куварске кецеље.“

## Историја
Порекло јела Сordon bleu као шницле пуњене сиром је у Бриг-Глису, Швајцарска, вероватно око 1940-их, а први пут се помиње у кувару из 1949. године. Најраније спомињање јела Сordon bleu са пилетином у Њујорк тајмсу датира из 1967. године, док се слични рецепти за телетину налазе из 1955. године.

## Варијанте
Постоје многе варијације рецепта које укључују котлет, сир и месо. Популаран начин за припрему јела Сordon bleu са пилетином је да се исеку пилећа прса на шницле, унутра стави танка кришка шунке заједно са танком кришком меког, лако топљивог сира. Пилећа прса се затим уваљају у ролат, посипају хлебним мрвицама, а затим прже у дубокој масноћи. Постоје и друге варијације са печеном пилетином, а не прженом.
Друге уобичајене варијације укључују изостављање мрвица хлеба, умотавање шунке око пилетине или коришћење сланине уместо шунке.
Популарна варијанта у шпанској провинцији Астурија је сachopo, дубоко пржени котлет од телећег, говеђег или пилећег меса умотан око пуњења од Серано шунке и сира. У Шпанији, верзија направљена од пилетине често се назива san jacobo.
Уобичајена варијанта у Уругвају и Аргентини је milanesa rellena. Састоји се од два говеђа или пилећа филеа умочечена у размућено јаје, касније пуњена куваном шунком и моцарела сиром и постављена као сендвич. Када се то уради, поново се умаче у размућена јаја и презле, да се пржи или пече. Обично се служи уз помфрит као прилог.
У земљама претежно насељеним муслиманима, популарне су и халал верзије, тако да се пилетина мота око говедине или овчетине уместо свињског производа.